# Atacicept
L'atacicept è una proteina ricombinante di fusione creata per inibire i linfociti B, in modo da agire come soppressore nelle malattie autoimmuni. La molecola è stata creata con siti recettoriali per due citochine coinvolte nella maturazione, nell'attività e nella sopravvivenza dei linfociti B: il fattore attivante i linfociti B (BAFF o BLyS) e il TNFSF13 (o APRIL).
Come farmaco è stato studiato in diverse malattie: lupus eritematoso sistemico, artrite reumatoide, neurite ottica, sclerosi multipla, mieloma multiplo, linfoma non Hodgkin e leucemia linfatica cronica. In particolare è stata valutata la sua efficacia nel lupus con una sperimentazione di fase II/III e nella sclerosi multipla con una sperimentazione di fase II. Il primo è ancora in corso, mentre il secondo è stato sospeso per la presenza, in alcuni pazienti, di un inaspettato aumento dell'attività infiammatoria.